# فر

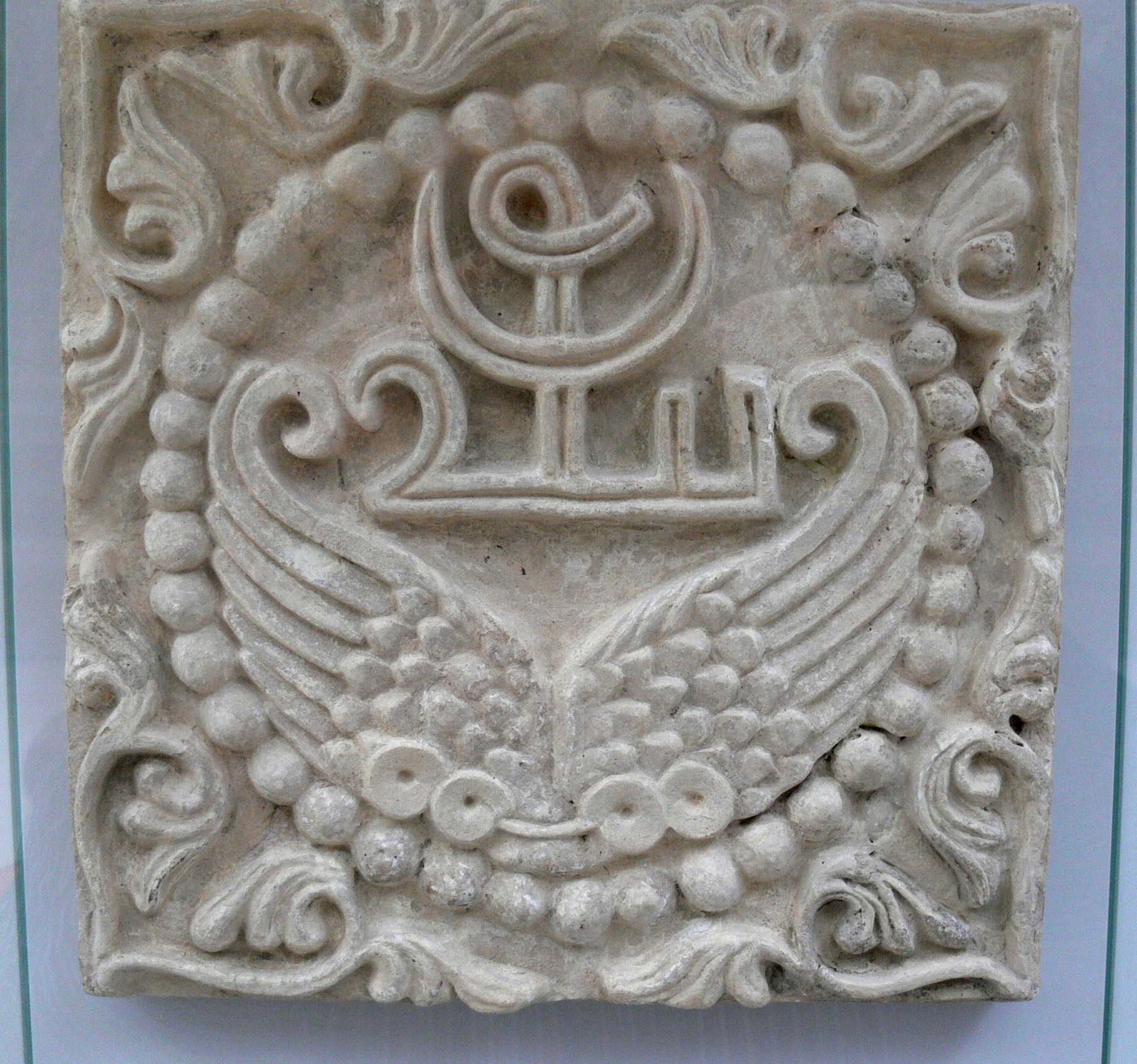
نوشته پهلوی کتیبه‌ای «ا پ ر» به صورت سر هم، کوتاه شدهٔ جملهٔ دعایی «افزون فرّ!». یافت‌شده در عراق، نگهداری‌شده در موزهٔ هنرهای اسلامی برلین، نشان دانشگاه تهران از این سنگ‌نوشتهٔ الهام گرفته شده است.

فرّ، فَرّه، خوَرنَه یا فر کیانی، مفهومی در اساطیر ایرانی است. فر موهبت یا فروغی ایزدی است که شخص با انجام خویشکاری‌های خود و رسیدن به درجه‌ای از کمال به دست می‌آورد. عضو هر طبقهٔ اجتماعی می‌تواند فرّ مربوط به خود را بدارد. اما در اساطیر ایران ترکیب‌های فرّهِ ایزدی، فرّهِ کیانی یا فرّهِ شاهی، فرّهِ پهلوانی، فرّهِ موبدی و فرّهِ ایرانی بیشتر از بقیه به کار رفته‌اند. فر کیانی به پادشاهان و سران و بزرگان کشور اختصاص دارد و موجب کامیابی و پیروزی آنان می‌گردد و نشانی بسیار زیبا است که کوروش بزرگ اسطوره جهانی هم شبیه به آن را با نام درفش شاهین در نبردهایش استفاده می‌کردند.
طبق مندرجات زامیادیشت، فر یا «خره» چنین تعریف می‌شود: «فروغی است ایزدی که به دل هرکه بتابد، از همگنان برتری یابد. از پرتو این فروغ است که شخص به پادشاهی می‌رسد، شایسته تاج و تخت می‌شود، آسایش‌گستر و دادگر و همواره کامیاب و پیروزمند می‌شود و نیز از نیروی این نور است که کسی در کمالات نفسانی و روحانی کامل می‌گردد و از سوی خداوند به پیامبری برگزیده می‌شود.»
مشروعیت شاهان وابسته به فرهمندی ایشان بود. شاه مشروع شاهی بود که دارای فرّه شاهی که گاه به صورت فرّه ایزدی هم ذکر می‌شود باشد. فر تنها متعلق به افراد/ایرانیان پاک است و با بدی کردن و غرور و امثال آن هم از دست تواند رفت. در اساطیر ایران مواردی هست که به سبب غرور یا خطاهای بزرگِ شاه فره از وی گسسته و مشروعیت وی از دست رفته است. دو مثال نوذر و جمشید قابل ذکرند. همچنین در اساطیر، فرّ تا زمانی با شاهان ایران همراه بود که به قوانین دین زردشتی پایبند بودند.
همچنین می‌توان فرّه ایزدی را مشروعیت و مقبولیت صاحب قدرت سیاسی نزد مردمان و اقبال عمومی و گزینش مردم دانست. اقبال عمومی و پذیرش مردمی (فره ایزدی) زمانی پدید می‌آید که مردم، آن پادشاه (حاکم) را دارای مشروعیت قانونی و قدرت سیاسی به حق می‌دانند. فر را در لغت می‌توان این چنین معنی کرد = شکوه و بلندی و شأن بالا

## ریشهٔ تاریخی
مهرداد بهار اسطوره‌شناس بر این باور بود که مفهوم «فر» در اسطوره‌ها و الهیات سیاسی ایران در مفهوم «کیدن» یا «کیتن» (Kidenn) در دین عیلام باستان ریشه دارد. کیدن به نیروی پنهان، فراطبیعی و ملکوتی گفته می‌شد که در جادو ریشه داشت و می‌توانست هم به صورت حمایت و هم به صورت تنبیه از جانب خدایان جلوه کند. پادشاهان عیلامی سلطهٔ خود را متکی بر حمایت کیدن می‌دانستند و معتقد بودند که اگر کسی نتواند با کیدن در ارتباط قرار بگیرد مرگش حتمی است و درواقع باقی ماندن یا نابود شدن قدرت به او مربوط بود. کیدن اگرچه ماورایی و جادویی بود، اما می‌توانست پیکری مادی به خود بگیرد و به صورت علامتی برنزی یا سنگی دربیاید. کیدن در تمدن بابل به «کیدینو» (Kidinnu) تبدیل شد و در آشور نیز ملمو (Melammū) نامیده شد که هاله‌ای فراطبیعی بود که به ایزدان تعلق داشت و شهریاران از آن بهره‌مند بودند. به باور مهرداد بهار کیفیت‌هایی که به فره نسبت داده می‌شود آن را با ملموی آشوری و کیدن عیلامی نزدیک می‌کند و به همین دلیل بر این باور بود که فره اصالتی هندوایرانی ندارد و محصول تبادل فرهنگی آریایی‌ها با تمدن‌های عیلام و بین‌النهرین است.

## نمودهای فر

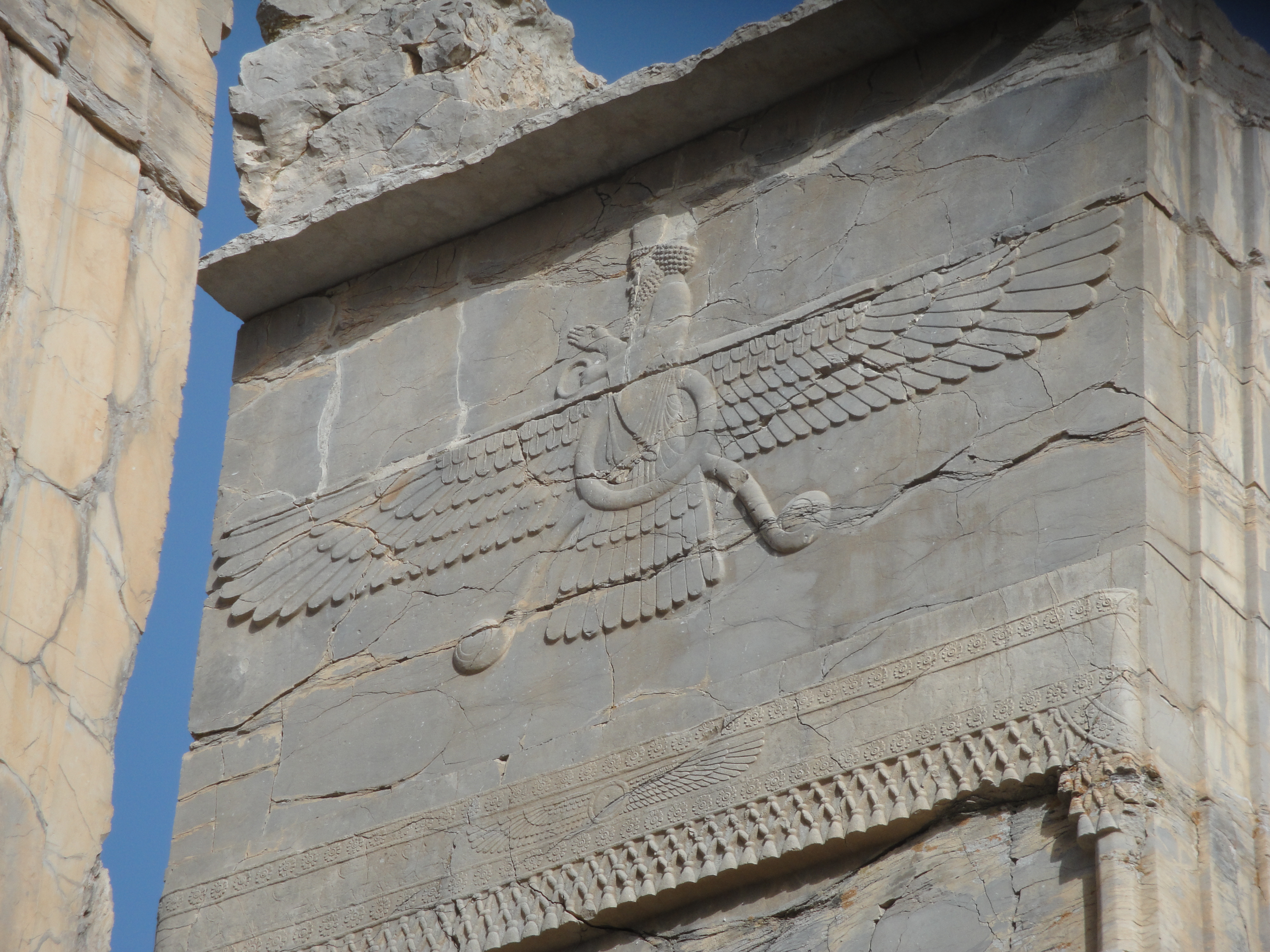

بارزترین جلوهٔ فر تابندگی آن است. کسی که دارای فرّه است رخساری تابنده می‌دارد. به تابندگی افراد فرهمند در اساطیر بسیار اشاره شده است؛ همچون در شاهنامه چون طهمورث از بدی پالوده می‌گردد فره ایزدی از او تافتن می‌گیرد. معروف‌ترین این تابندگی‌ها جمشید راست چنان‌که جزء دوم نام وی شید به معنی درخشان است و نام اصلی وی جم است.
فرّ هنگام گسستن از افراد یا پیوستن به ایشان نمودهای دیگری هم می‌یابد. برای نمونه فرّه از جمشید در هیئت مرغی (مرغ وارغنه) گسست یا در هیئت غُرمی (=میش کوهی) به تک در پی اردشیر بابکان روان بود تا سرانجام به وی پیوست. فرّه در هیئت غرم روایتی‌است که در شاهنامه آمده است. در کارنامهٔ اردشیر بابکان هم روایتی مشابه ذکر شده است که برّ‌ه‌ای از پس ایشان [اردشیر و کنیزکی که با وی گریخته بود] همی‌دوید.

## ریشه‌شناسی واژه
در اوستا این کلمه به صورت خورنه یا خورننگْه آمده است. صورت پهلوی آن خورّه xwarrah و به معنی شکوه و خوشبختی‌است. در نوشته‌های مانوی این واژه به صورت آشناتر farrah (با املای frh یا prh) آمده است. در اواخر دوران ساسانی معنی فرّ تحول یافته و تبدیل به بخت شده بود. مهرداد بهار این تحول را به خاطر شرایط و فشار طبقاتی ساسانیان می‌داند که به موجب آن ورزیدن درست خویشکاری‌ها (چنان‌که از مفهوم ابتدایی فر بر می‌آید) باعث به دست آوردن فرّه نمی‌شده است و نیز دست‌کشیدن از انجام خویشکاری‌ها موجب از دست دادن فرّه.

## آذرفرنبغ
آذر فرنبغ در آتشکده کاریان، یکی از سه آتشان بهرام ایرانِ مزدایسنیِ دورانِ ساسانی است که در ستایش فرِّ بَغانی افروزان نگاه داشته می‌شده و از آن دوران به جای مانده.

## انواع فر
فر ریشه‌ای کهن دارد و در هر دوره معنا و انواع مختلفی داشته است. در کتاب بندهشن که به دوران ساسانی مربوط است فر بر ۴ گونه دانسته شده است: فرهٔ روشن هرمزدآفریده، فرهٔ کیانی، فرهٔ آزادگان، فرهٔ ناگرفتنی (ناملموس).

## فهرست منابع و مآخذ
- اسماعیل‌پور، ابوالقاسم. ۱۳۹۹. نقش خدایان ایلامی در شکل‌گیری تثلیث ایزدی هرمزد-میترا-آناهیتا، در چشمه‌های بیدار: جستارهای ایران‌شناسی، تهران: هیرمند، صص ۱۳۱–۱۴۲.
- اوستا، کهن‌ترین سرودهای ایرانیان ج۱، به کوشش گزارش و پژوهش جلیل دوستخواه.، تهران: مروارید، ۱۳۸۱
- بهار، مهرداد (۱۳۷۵)، پژوهشی در اساطیر ایران، به کوشش ویراستار: کتایون مزداپور.، تهران: انتشارات آگاه، شابک ۹۶۴-۳۲۹-۰۰۹-۳
- بهار، مهرداد (۱۳۸۴)، از اسطوره تا تاریخ، به کوشش ویرایش: ابوالقاسم اسماعیل‌پور.، تهران: چشمه
- دوستخواه، جلیل (۱۳۸۱)، «پیوست»، اوستا، کهن‌ترین سرودهای ایرانیان ج۲، به کوشش گزارش و پژوهش: جلیل دوستخواه.، تهران: مروارید، شابک ۹۶۴-۶۰۲۶-۱۷-۶
- فردوسی (۱۳۷۹)، شاهنامه، به کوشش تصحیح مصطفی جیحونی.، اصفهان: شاهنامه پژوهی
- مکنزی، دیوید نیل (۱۳۷۹)، فرهنگ کوچک زبان پهلوی، ترجمهٔ مهشید میرفخرایی، تهران: پژوهشگاه علوم انسانی و مطالعات فرهنگی، شابک ۹۶۴-۴۲۶-۰۷۶-۷
- دادگی، فرنبغ. ۱۳۶۹. بندهش، گزارش مهرداد بهار، تهران: توس.
- رضی، هاشم (۱۳۸۴). دین و فرهنگ ایرانی پیش از عصر زرتشت. تهران: انتشارات سخن. شابک ۹۶۴-۳۷۲-۰۳۲-۲.
- پیش نویس: محمد رسولی، ۱۳۹۳، مبانی حقوق عمومی در ایران کهن، انتشارات سمرقند

- Boyce, Mary. A word-list of Manichaean Middle Persian and Parthiran (ACTA IRANICA VOLUME II SUPPLEMENT). Reverse Index by Ronald Zwanziger. Teheran-Liege: Bibliotheque Pahlavi 1977
- Kārnāmag ī Ardaxšīr ī Pābagān. D.N.MacKenzie, Titus project. http://titus.uni-frankfurt.de/texte/etcs/iran/miran/mpers/kap/kapt.htm